# Skrzatusz
Skrzatusz (deutsch Schrotz, früher Schroz) ist ein Dorf in der Landgemeinde (Gmina) Szydłowo (Groß Wittenberg) im Powiat Pilski (Schneidemühler Kreis) der polnischen Woiwodschaft Großpolen.

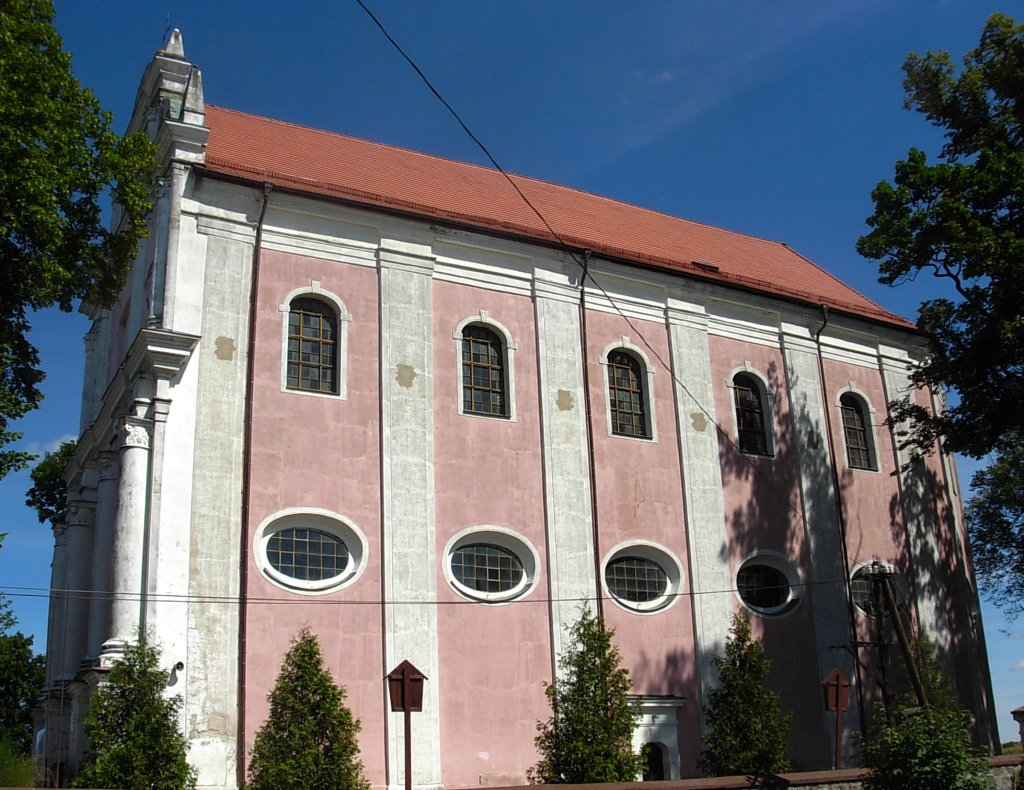
Dorfkirche, bis 1945 Gotteshaus der katholischen Gemeinde Schrotz (Aufnahme 2010)

## Geographische Lage
Das Dorf liegt im Netzedistrikt des ehemaligen Westpreußen, etwa 13 Kilometer nordwestlich von Schneidemühl und zwölf Kilometer südöstlich von Wałcz (Deutsch Krone). 

## Geschichte
Ältere Ortsbezeichnungen sind Sratush (Anfang 15. Jh.), Skrzatus (1438), Skrzetusz (1590), neupolnisch Szroce. Im 19. Jahrhundert war das örtliche Schloss Residenz der Starostei Neuhof.
Um 1930 hatte die Gemeinde Schrotz sechs Wohnplätze:
- Bahnhof Schrotz
- Marienfelde
- Propsteivorwerk
- Schrotz
- Ulrichsfelde
- Wildeck

Im Jahr 1945 gehörte Schrotz zum Landkreis Deutsch Krone im Regierungsbezirk Grenzmark Posen-Westpreußen der preußischen Provinz Pommern des Deutschen Reichs. Schrotz war Sitz des Amtsbezirks Schrotz.
Im Februar 1945 wurde Schrotz von der Roten Armee besetzt. Nach Beendigung der Kampfhandlungen wurde die Region seitens der sowjetischen Besatzungsmacht zusammen mit ganz Hinterpommern und der südlichen Hälfte Ostpreußens – militärische Sperrgebiete ausgenommen – der Volksrepublik Polen zur Verwaltung überlassen. Es wanderten nun Polen zu. Schrotz wurde unter der polnischen Ortsbezeichnung „Skrzatusz“ verwaltet. Die einheimische Bevölkerung wurde von der polnischen Administration aus Schrotz vertrieben.

### Demographie
| Jahr | Einwohner | Anmerkungen |
| ---- | --------- | --- |
| 1783 | –         | königliches Dorf und Vorwerk nebst einer katholischen Kirche und einem Armen-Hospital, Sitz des Domänenamts Neuhof, im Netzedistrikt, Kreis Krone, 64 Feuerstellen (Haushaltungen)      |
| 1818 | 480       | königliches Dorf |
| 1910 | 1242      | am 1. Dezember, davon 990 im Dorf (189 Evangelische, 796 Katholiken und drei Juden; 13 Einwohner mit polnischer Muttersprache) und 252 im Gutsbezirk (112 Evangelische, 140 Katholiken) |
| 1925 | 1318      | darunter 434 Evangelische und 883 Katholiken |
| 1933 | 1297      | [ 6 ] |
| 1939 | 1155      | [ 6 ] |

## Kirche
Bis 1945 hatte Schrotz eine evangelische und eine katholische Kirche.